# Parallelia copidiphora
Parallelia copidiphora är en fjärilsart som beskrevs av George Francis Hampson 1913. Parallelia copidiphora ingår i släktet Parallelia och familjen nattflyn. Inga underarter finns listade i Catalogue of Life.